# El Nuevo Diario
El Nuevo Diario fue un periódico de edición nacional de Nicaragua. Llegó a ser el diario de mayor circulación en el país. Tenía su sede en  Managua. Fue fundado en 1980 y cerró en 2019.

## Historia
El Nuevo Diario fue fundado el 19 de mayo de 1980 por trabajadores procedentes del periódico La Prensa, que eran críticos con la línea editorial de mismo, próxima a la contra, y cercanos a la causa sandinista. A instancias del que fuera su director fundador, Danilo Aguirre Solís, Xavier Chamorro aceptó las ideas que los trabajadores fundadores del nuevo periódico participaran en la empresa comprando acciones con el dinero de sus liquidaciones.
El impulsor del periódico fue Xavier Chamorro Cardenal (1932 - 2008), hermano de Pedro Joaquín Chamorro Cardenal director de La Prensa. 
En palabras de su fundador El Nuevo Diario debía ser: 

Es nuestro deber, y como tal lo hemos asumido, ser la voz de los sin voces. Ser el medio de comunicar la esperanza, sin caer, por aquello de que quien calla otorga, en la ceguera de la condescendencia o de la complicidad con el delito.

En el año 2003 la empresa editora de El Nuevo Diario se asocia con la imprenta Arte Digital, S.A.  dando lugar a ARDISA trasladando las instalaciones al Plantel Mayales en las instalaciones de El Nuevo Diario en el sector de El Zumen y adquiriendo nueva maquinaria de impresión preparando esa empresa para ser una imprenta integral, no solo una rotativa de un periódico.

### Cambio de titular
En el año 2011 se decide vender el periódico al Grupo Promerica de Ramiro Ortiz Mayorga, un grupo financiero fundado en 1991 y con presencia en varios países latinoamericanos. La nueva propietaria hace que la línea editorial del medio cambie.

### Cese de circulación
El 27 de septiembre de 2019 la junta directiva de El Nuevo Diario publica un comunicado y una editorial en el propio medio de comunicación en el que dice 

Después de casi 40 años de estar informando sin interrupción a la sociedad nicaragüense, El Nuevo Diario suspende esa labor a partir de hoy debido a las circunstancias económicas, técnicas y logísticas que enfrenta.

 agradeciendo el apoyo y la estima de sus lectores y suscriptores e informando que procede a la devolución del remanente del importe de la subscripción.
Se suspenden la edición impresa y la digital, tanto de El Nuevo Diario como del diario Metro, perteneciente al mismo grupo editor. La razón económica, según expusieron responsables de la empresa, ha pesado significativamente en el cierre.
El cierre de la empresa editorial se produce en el contexto de las protestas que contra el gobierno de Daniel Ortega se vienen produciendo en el país desde abril de 2018 en el que la línea editorial de El Nuevo Diario se mostró alineada con los grupos que las protagonizaban. Diferentes organizaciones publicaron sus pronunciamientos sobre el cierre;  Edison Lanza, Relator Especial para la Libertad de Expresión de la Comisión Interamericana de Derechos Humanos (CIDH), manifestó 

Triste noticia para la Libertad de Prensa en Nicaragua. Entramos en una etapa más sofisticada de represión a medios en Nicaragua con acoso de agencia de impuestos, inspecciones laborales, restricciones a la importación de insumos (papel y otros)

 La  Sociedad Interamericana de Prensa (SIP) achaco la suspensión a la "presión de un gobierno autoritario". María Elvira Domínguez, presidenta de la Sociedad Internacional de Prensa y directora del diario colombiano El País expresó que 

con el cese de la publicación de El Nuevo Diario, se apaga una nueva voz, producto de la política represiva del régimen de Daniel Ortega para castigar a la prensa. Es una vergüenza para Nicaragua y para el mundo libre.

  El PEN Club Internacional (una asociación mundial de escritores) acusó al gobierno nicaragüense de realizar un "boicot aduanero arbitrario e ilegal que hace 15 meses impuso restricciones a la importación de papel, tinta y otros insumos para la publicación".